# Stephen Cox (Radsportler)

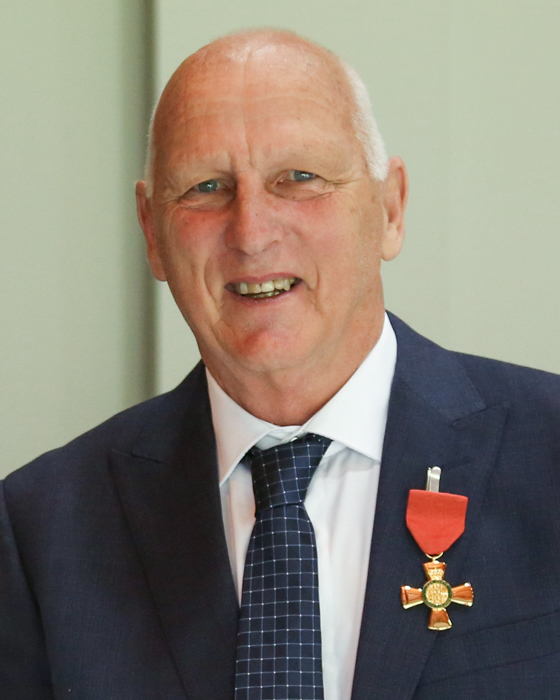
Stephen Cox, 2024

Stephen Clifford Cox (* 6. Januar 1956 in Wanganui) ist ein ehemaliger neuseeländischer Radrennfahrer.
1981 und 1982 gewann Stephen Cox das wichtige neuseeländische Straßenrennen Tour of Southland, ebenfalls 1982 wurde er neuseeländischer Straßen-Meister. 1984 nahm er an den Olympischen Spielen in Los Angeles teil und belegte im Straßenrennen Platz 37. Bei den Commonwealth Games 1986 in Edinburgh errang er die Silbermedaille in der Mannschaftsverfolgung auf der Bahn.
Insgesamt startete Cox zwischen 1974 und 1989 bei 49 neuseeländischen Rundfahrten. Allein 13-mal startete er bei der Dulux Tour, einem in den 1960er, 1970er und 1980er Jahren äußerst populären Etappenrennen über sechs Tage, zu dem auch Radrennfahrer aus Übersee anreisten. 1979 gewann er dieses Rennen. 1982 siegte er im Eintagesrennen Grafton to Inverell Cycle Classic.
Heute betreibt Stephen Cox eine Agentur zur Organisation von Sportveranstaltungen in Hamilton.